# SimsalaGrimm
SimsalaGrimm este un serial de animație germană din anul 1999. Episoadele seriei sunt bazate pe basmele fraților Grimm. De asemenea, din al treilea sezon, sunt și episoade din poveștile lui Hans Christian Andersen sau alți autori. În România desenul a fost difuzat pe Minimax.

## Conținutul
Basmele sunt spuse de 2 personaje principale, care asistă la evenimente și participă la acțiuni alături de eroii din carte. Cele 2 personaje sunt YoYo, cel mai mare aventurier din totdeauna, și Doc Croc, om de știință, doctor si filosof. Cei 2 se pun pe cartea de povești și sunt aruncați direct în poveste.

## Episoade
În fiecare episod, basmul respectiv se petrece într-un tărâm magic. Cele 2 personaje principale, ajută,sau cel puțin inspiră eroii din basme. Yoyo și Doc Croc sunt inițial jucării, dar sunt aduși la viață de către cartea magică.

### Sezonul 1 (1999)
1. Croitorașul cel viteaz
2. Tom Degețel
3. Hansel și Gretel
4. Lupul și cei șapte iezi
5. Cele 3 fire de păr de aur ale diavolului
6. Cei 6 slujitori
7. Comandantul hoț
8. Rapunzel
9. Regele Cioc de Sturz
10. Semnificația fricii
11. Rumpelstiltskin
12. Motanul încălțat
13. Frate și soră

### Sezonul 2 (2000)
1. Muzicanții din Bremen
2. Scufița Roșie
3. Table Set Yourself
4. Credinciosul John
5. Bila de cristal
6. Lumina albastră
7. Cenușăreasa
8. Alba-ca-Zăpada și cei 7 pitici
9. Frumoasa adormită
10. Cele 6 lebede
11. Cele 2 prințese
12. Prințul Broască
13. Gâscărița

### Sezonul 3 (2010)
1. Jack și vrejul de fasole
2. Blănoasa
3. Iepurele și ariciul
4. Bătrânul Sultan
5. Mama Holla
6. Cei trei purceluși
7. Patru frați iscusiți
8. Dușmănia magicianului Feud
9. Privighetoarea
10. Frumoasa și bestia
11. Cele douăsprezece prințese
12. Hans cel norocos
13. Muc cel mic
14. Goldilocks și 3 urși
15. Aladin și lampa fermecată
16. Califul barză
17. Toboșarul
18. Albă-ca-Zăpada și Rose Red
19. Piele de Urs
20. Mica sirenă
21. Pinocchio
22. John Mână de Fier
23. Împăratul în haine noi
24. Jorinda și Joringel
25. Ciocârlia cântătoare
26. Trei pene